# Cieślak Point
Der Cieślak Point (englisch, polnisch Przylądek Cieślaka) ist eine felsige Landspitze an der Johannes-Paul-II.-Küste im Nordwesten von King George Island im Archipel der Südlichen Shetlandinseln. Sie liegt unmittelbar westlich des Usher-Gletschers zwischen diesem und dem Stigant Point.
Polnische Wissenschaftler benannten sie 1984 nach Andrzej Cieślak, Bootsführer bei zwei polnischen Antarktisexpeditionen (1978–1979 und 1980–1981).